# 老观乡
老观乡，是中华人民共和国安徽省阜阳市阜南县下辖的一个乡镇级行政单位。

## 行政区划
老观乡下辖以下地区：
新河村、陡河村、和台村、老观村、顺河村、王岗村、康湖村和河口村。